# Marco Gerris
Marco Gerris (23 april 1975) is een Belgisch/Nederlands danser, choreograaf, toneelregisseur en artistiek leider van Filipijnse komaf. 
Hij was een van de eerste Filipijnse kinderen die in België adopteerd werden; het is dan 1978.  Hij groeit op in Brasschaat als een van de donkere kinderen. Zijn scholing vindt ook grotendeels plaats in België: de Vrije School in Brasschaat (1985-1991), het Herman Teirlinck Instituut in Antwerpen (acteursopleiding, 1993-1994) en nadat hij daar moest vertrekken op naar het Hoger Instituut voor Dans en Danspedagogie in Lier (1994-1996, niet afgemaakt).  Hij omschreef zichzelf (2025) als "etterbakje met uitstekende cijfers voor creativiteit en sport". Vanaf de lagere school probeerde hij allerlei kunsten op te pakken. Lessen op viool , saxofoon, in turnen en judo leidden niet tot het gewenste resultaat; rolschaatsen en skaten wel. Vanuit de klassen in Lier vertrok hij naar Amsterdam, waar hij een (veel grotere) skatebeweging trof, zeker rond zijn adres aan het Vondelpark. 
In 1997 stond hij als acteur in de musical Eindeloos! van Dick Hauser met Liesbeth List en Najib Amhali.  In 2000 richtte hij dansgezelschap ISH Dance Collective op en er volgen tal van voorstellingen tot op Broadway aan toe (2006: 4-ISH).  Gerris omschreef het als een mengeling van hiphop, dans, ballet, parkour, klassieke muziek en acrobatiek; van alles wat vandaar de naam ISH (-achtig).  Dat had tot resultaat dat hij voor zijn niche moest vechten, voornamelijk tegen de hokjesgeest binnen al die kunstuitingen. 
Enkele voorstellingen :
- 2025: Hiphop circus (een kruising tussen ballet en acrobatiek), met voorstellingen in het land en de première in De Meervaart en twee voorstellingen in Koninklijk Theater Carré
- 2025: Het barre land
- 2024: Rhythm & Flow (onderscheiden met een Zwaan, beste dansproductie)
- 2023: Dorian (met Het Nationale Ballet)
- 2018: Grimm (Gebroeders Grimm; met Het Nationaal Ballet)
- 2016: Elements of freestyle (met skaters; het werd een langlopende voorstelling)
- 2015: Narnia (samen met afdeling Junior Company van Het Nationale Ballet
- 2011: Yes, we can dance - Symphonieën der Nederlanden; Monteverdish (Claudio Monteverdi)

In 2009 ontving hij een nominatie voor Amsterdamprijs voor de kunst, in 2020 won hij met ISH de Prins Bernard Cultuurprijs. 
Tijdens seizoen 2010/2011 was hij jurylid bij So You Think You Can Dance. In 2024 was er een ander hoogtepunt; de start van Amsterdam750 in de Ziggo Dome met onder meer het Metropole Orkest. 
Gerris is getrouwd met stuntvrouw en acrobate Micka Karlsson. Het echtpaar heeft een zoon en woont in Amsterdam Nieuw-West.  Zoon trad al op jeugdige leeftijd op binnen het vak van zijn vader.